# Carvalho

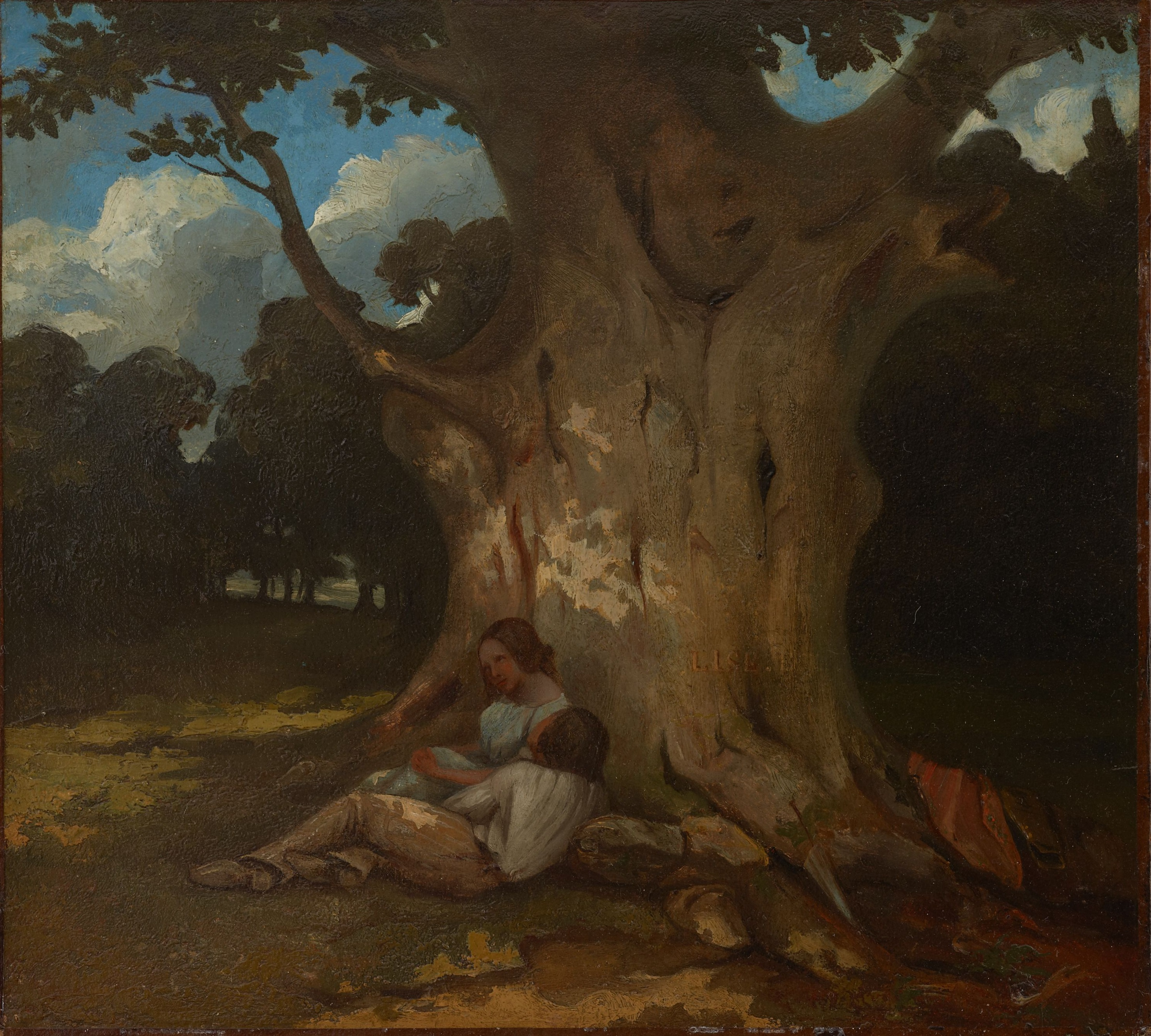
Gustave Courbet (1843)

Um carvalho é uma árvore ou arbusto do gênero Quercus (vernacular, querco) da família das fagus, Fagaceae. Existem aproximadamente 600 espécies de carvalho. O nome "carvalho" também está relacionado a outras espécies e gêneros, sobretudo Lithocarpus (carvalhos de pedra), bem como grevílea-robusta (carvalhos de seda) e Casuarinaceae (carvalhos). O gênero Quercus é nativo do hemisfério norte, e está presente em latitudes temperadas a tropicais nas Américas, Ásia, Europa e norte do continente africano. A América do Norte contém o maior número de espécies de carvalho, com aproximadamente 90 existentes nos Estados Unidos, enquanto o México tem 160 espécies, das quais 109 são endêmicas. O segundo maior centro de diversidade de carvalhos é a China, que contém aproximadamente 100 espécies.

## Etimologia
Carvalho deriva da junção de duas vozes pré-romanas,  carb ou carv, (significando "ramagem"), do céltico car ou kaer (que significava originalmente "perene ou belo"), e valos significando "forte". Na grafia galega oficial, o mesmo termo tende a ser usado como Carballo.

## Características
O género é nativo do hemisfério norte e inclui tanto espécies caducas como perenes que se estendem desde latitudes altas até à Ásia tropical e a América. Em geral, as espécies de folha caduca distribuem-se mais para o norte e as de folha persistente para o sul. A madeira é dura e ao mesmo tempo maleável, sendo muito apreciada na carpintaria.
No livro Os segredos do vinho para iniciantes e iniciados há a seguinte citação sobre o uso do carvalho na tanoaria:
A invenção do barril de madeira foi obra dos gauleses, povo celta que habitava o território da atual França. (...) A madeira adotada por eles foi o carvalho, árvore do gênero Quercus, que em celta signica quer + kuez «árvore nobre». Tinha a seu favor o fato de ser bem dura, resistente, durável, maleável e impermeável, apresentando incontáveis vantagens em relação à frágil ânfora, até então empregada.
Os frutos do carvalho chamam-se bolotas, ou landes, e em seu tronco é comum a formação de bugalhos.

## Classificação
A classificação mais recente de Quercus divide o gênero em dois subgêneros e oito seções. Essas divisões apoiam a diversificação evolutiva dos carvalhos entre dois clados distintos: o clado "Velho Mundo", incluindo os carvalhos que se diversificaram principalmente na Eurásia; e o clado "Novo Mundo", para carvalhos que se diversificaram principalmente nas Américas.
Algumas espécies mais comuns:
- carvalho-roble (Quercus robur) — caducifólia
- carvalho-vermelho-americano (Quercus rubra, entre outras espécies)
- carvalho-japonês (Quercus acutissima) — caducifólia
- carvalho-negral (Quercus pyrenaica) — caducifólia
- carvalho-português ou lusitano (Quercus faginea) — folha semi-caduca
- carrasco (Quercus coccifera) — folha perene
- sobreiro (Quercus suber) — folha perene
- azinheira (Quercus ilex rotundifolia) — folha perene
- carvalho-das-canárias (Quercus canariensis)

Por vezes, é difícil identificar as diversas espécies, pois estas formam híbridos entre si.

## Classificação do gênero
| Sistema | Classificação                     | Referência               |
| ------- | --------------------------------- | ------------------------ |
| Linné   | Classe Monoecia, ordem Polyandria | Species plantarum (1753) |